# 다지마 히로아키
다지마 히로아키(일본어: 田島 宏晃, 1974년 6월 27일 ~ )는 일본의 전 축구 선수이다.

## 구단 경력
1993년 J1리그의 시미즈 에스펄스에 입단했다. 1996년까지 28경기에 출전하여, 4득점을 넣었다. 1997년부터 1999년까지 혼다 기연에서 뛰었다. 2000년 요코하마 FC로 이적했다. 2000년 일본 풋볼 리그 우승으로 J2리그로 승격했다. 2003년 일본 풋볼 리그의 사가와 급편 도쿄로 이적했다. 2003년후 현역 은퇴.